# 石川るり子
石川 るり子（いしかわ るりこ）は、日本の作曲家。元小学校教員。旧姓・菊本。

## 経歴
東京学芸大学 D類音楽科ピアノ専攻卒業。元東京都板橋区立高島第五小学校主幹教諭。NPO法人緑のカーテン応援団理事。
2003年から小学校の音楽の授業にドラムサークルを取り入れると共に、6年生の総合的な学習で「緑のカーテン」を展開、緑のカーテンの全国的な広がりのきっかけとなる。
初めて作曲した歌「MIDORI～繋がる輪～」がエコジャパンカップeco japan cap（エコジャパン官民連携協働推進協議会主催）で受賞。それを機に本格的に作曲活動を始める。
2017年3月退職。

## 作品
- MIDORI～繋がる輪～

『なんども なんどでも』収録曲
- 明日へ【部分2部】
- 音楽は友だち【斉唱】
- まってるよ【部分2部】
- 風の星 水の星【斉唱】
- 見ててね【斉唱】
- 受けて立つ!!【部分2部】
- ずっとずっと【部分2部】
- いつも なかよしだよ【部分2部】
- なんども なんどでも【斉唱】
- 一歩【同声2部】

『みんな大好き』収録曲
- Jump!【同声2部】
- MIDORI～繋がる輪～【同声2部】
- 地球はまわる【同声3部】
- Oh Happy Wedding!【同声2部】
- みんな大好き【同声2部】
- まくをあけよう【同声2部】
- 十歳の記念日【斉唱】
- ありがとう6年生【斉唱】
- 未来へ一歩【斉唱】
- 前へ!【同声2部】

## 著書
- MIDORI～繋がる輪～（音楽之友社）
- 小学生のためのソングブック『なんども なんどでも』[4]
- 小学生のためのソングブック『みんな大好き』[5]
- 教師と指導者のための実践ガイド『はじめてのドラムサークル』（共著、音楽之友社）
- みどりのカーテンをつくろう（あかね書房）
- 緑のカーテン大百科（監修、学研教育出版）
- はじめてのドラムサークル（音楽之友社）

## 受賞
- 第2回、第15回東京新聞教育賞
- 平成20年度東京都教育委員会職員表彰
- 平成21年度文部科学省大臣優秀教員表彰